# Черешница (Бугарска)
Черешница је насељено место у општини Сандански у области Благоевград, Бугарска. Према попису из 2021. године било је 27 становника.
Према бугарском географу и историчару, Василу Канчову, у Черешници је 1900. године живело 440 Словена хришћана..